# Classe Pabna

La classe Pabna est une classe de patrouilleurs fluviaux de la Garde côtière du Bangladesh. Elle fut la première classe de navires construite au chantier naval et travaux d'ingienerie (DEW) de Narayanganj pour la marine bangladaise. En 1995, les navires ont été transférés à la garde côtière qui prenait de l'ampleur.

## Unités
| Nom            | N° de série | Lancement | Statut                                       |
| -------------- | ----------- | --------- | -------------------------------------------- |
| BNS Pabna      | P 111       | 1972      | Transféré en 1995 en tant que CGS Pabna      |
| BNS Noakhali   | P 112       | 1972      | Transféré en 1995 en tant que CGS Noakhali   |
| BNS Patuakhali | P 113       | 1974      | Transféré en 1995 en tant que CGS Patuakhali |
| BNS Rangamati  | P 114       | 1977      | Transféré en 1995 en tant que CGS Rangamati  |
| BNS Bogra      | P 115       | 1977      | Transféré en 1995 en tant que CGS Bogra      |